# Левиці (Західнопоморське воєводство)
Левиці (пол. Lewice, нім. Lewetzow) — село в Польщі, у гміні Тшеб'ятув Ґрифицького повіту Західнопоморського воєводства.
Населення — 208 осіб (2011).
У 1975-1998 роках село належало до Щецинського воєводства.

## Демографія
Демографічна структура станом на 31 березня 2011 року:
|          | Загалом | Допрацездатний вік | Працездатний вік | Постпрацездатний вік |
| -------- | ------- | ------------------ | ---------------- | -------------------- |
| Чоловіки | 114     | 27                 | 78               | 9                    |
| Жінки    | 94      | 22                 | 58               | 14                   |
| Разом    | 208     | 49                 | 136              | 23                   |